# ピアノソナタ第13番 (ベートーヴェン)
ピアノソナタ第13番（ピアノソナタだいじゅうさんばん）変ホ長調 作品27-1 『幻想曲風ソナタ』（"Sonata quasi una Fantasia"）は、ルートヴィヒ・ヴァン・ベートーヴェンが作曲したピアノソナタ。

## 概要
1800年から1801年にかけて作曲され、次作のピアノソナタ第14番（月光）とともに作品27として1802年3月に出版された。バレエ音楽『プロメテウスの創造物』にかかる作業の合間に主要主題のスケッチが行われている。曲はベートーヴェンの庇護者であり、かつピアノの生徒でもあったリヒテンシュタイン公爵夫人ヨーゼファ・ツー・フュルステンベルク＝ヴァイトラに献呈された。彼女の夫であるヨーハン1世はピアノソナタ第21番の愛称の由来となったヴァルトシュタイン伯爵とは従兄弟の関係にあたる。
作品27の2曲はいずれも作曲者自身により『幻想曲風ソナタ』との名づけられており、厳格な楽式に依拠するソナタと自由な幻想曲との融合が試みられている。本作にはソナタ形式の楽章がひとつも置かれておらず、さらに全ての楽章を切れ目なしに演奏するよう指示されており、これらが形式面における際立った特徴となっている。また終楽章に曲の重心が置かれるようになり、この傾向は次作において一層推し進められることになる。

## 演奏時間
約16分。

## 楽曲構成
本項は曲を4楽章構成として解説するが、3楽章を終楽章の序奏とみなして全体を3楽章構成ととらえる場合もある。

### 第1楽章
Andante 2/2拍子 - Allegro 6/8拍子 - Tempo I 2/2拍子 変ホ長調
三部形式。柔和な印象を与える主題は4小節単位となっており、前半の4小節（譜例1）に続く後半の4小節が各々反復される。
譜例1
満ち足りた響きを持つエピソードを挟んで譜例1が再び現れ、変奏されて繰り返される。突如アレグロ、ハ長調、6/8拍子となり、フォルテでドイツ舞曲風の中間部に入る（譜例2）。急速な中間部はアンダンテ部と著しい対比を生み出している。
譜例2
ハ短調を経由して変ホ長調に復帰し、音階が上昇して中間部を終えると何事もなかったかのようにアンダンテが回帰する。左右の手の役割を入れ替えて主題が繰り返され、コーダでは譜例1を素材にしつつも音を減らして静まっていく。アタッカで休みを置かずに第2楽章へと続く。

### 第2楽章
Allegro molto e vivace 3/4拍子 ハ短調
三部形式。明記されていないもののスケルツォと考えられる。音域を違えて左右の手が同一の三和音を奏する、非旋律的で不気味な譜例3に始まる。
譜例3
譜例3が反復されると同じ主題から派生した中間エピソードを挟み譜例3が再度奏される。エピソード以下も反復を受ける。変イ長調の中間部はスタッカートに乗って狩りを思わせるリズムを刻む（譜例4）。
譜例4
譜例3が回帰するが、繰り返される際に左右の手を半拍ずらした上、右手のレガートに対し左手はスタッカートで奏され、不穏な気分を一層増長させる。そのままの音型でクライマックスに到達すると崩れ落ちるように終わりを迎え、切れ目なく次の楽章に進む。

### 第3楽章
Adagio con espressione 3/4拍子 変イ長調
短いながらも穏やかで感動的な情感を湛えた楽章。8小節から成る美しい旋律が奏される（譜例5）。
譜例5
中間エピソードを挟んで譜例5が再現されると短いカデンツァが奏され、休みなく続く終楽章へと引き渡される。

### 第4楽章
Allegro vivace 2/4拍子 変ホ長調
ロンド形式であるが、ソナタ形式への著しい接近が見られる。生き生きとした明るい主題に始まる（譜例6）。
譜例6
間断なく続くエピソードも歯切れよく溌剌としている（譜例7）。
譜例7
1小節単位で音域と強弱が入れ替わる推移があり、続いて変ロ長調の音型的な主題が現れる（譜例8）。
譜例8
1オクターヴのアルペッジョがアーチを描きながら上昇するような経過句が置かれ、譜例6の再現となる。この後、譜例6が対位法的な手法を用いて巧妙に展開され、それが頂点を迎えると今度は静まって譜例8の展開となる。低音のトリルを呼び水にロンド主題が再現され、経過ののちに譜例8も変ホ長調で再現される。そのまま結尾の素材も出されて、クライマックスにおいてフェルマータを付された和音がいったん曲の進行を停止させる。譜例5が変ホ長調で回想されてカデンツァとなり、プレストに転じると譜例6に由来するモチーフに始まって終結までを煌びやかに駆け抜ける。